# زاندر کورووس
زاندر کورووس (انگلیسی: Xander Corvus؛ زاده ۱۸ نوامبر ۱۹۸۸)یک بازیگر پورنوگرافی اهل انگلیس است.